# Alekss Krasts
Akess Krasts (Ogre, 22 agosto 2001) è un ciclista su strada e ciclocrossista lettone che corre per il Voltas - Tartu 2024 by CCN.

## Palmarès

### Strada
- 2020 (Dilettanti, una vittoria)

Campionati lettoni, Prova a cronometro Under-23
- 2022 (Team Ampler-Tartu2024, una vittoria)

Campionati lettoni, Prova in linea Under-23
- 2023 (Tartu2024 Cycling Team, due vittorie)

Campionati lettoni, Prova in linea Under-23
Campionati lettoni, Prova a cronometro Under-23
- 2024 (Voltas - Tartu 2024 by CCN, una vittoria)

Campionati lettoni, Prova a cronometro Elite

#### Altri successi
- 2022 (Team Ampler-Tartu2024)

Classifica scalatori Olympia's Tour
- 2023 (Tartu2024 Cycling Team)

LRF Cup
- 2024 (Voltas - Tartu 2024 by CCN)

Otepää GP - Road Race
Biķernieku trases GP 2024

## Piazzamenti

### Competizioni mondiali
- Campionati del mondo su strada

Innsbruck 2018 - Cronometro Junior: 52º
Innsbruck 2018 - In linea Junior: 63º
Fiandre 2021 - In linea Under-23: 89º
Glasgow 2023 - Cronometro Under-23: 33º
Glasgow 2023 - In linea Under-23: 30º
Zurigo 2024 - In linea Elite: ritirato

### Competizioni europee
- Campionati europei su strada

Zlín 2018 - In linea Junior: ritirato
Alkmaar 2019 - In linea Junior: 66º
Anadia 2022 - In linea Under-23: 44º
Drenthe 2023 - In linea Under-23: 46º
Limburgo 2024 - In linea Elite: ritirato
- Campionati europei di ciclocross

Rosmalen 2018 - Junior: 49º